# 谯家镇
谯家镇，是中华人民共和国贵州省铜仁市沿河土家族自治县下辖的一个乡镇级行政单位。
2016年底全镇辖谯家、铅厂、白石、汪家4个办事处，24个行政村，1个居委会，345个村民组。政府驻地谯家铺村，海拔1000米。2016年底总人口5.8万人，少数民族人口占75%。

## 行政区划
谯家镇下辖以下地区：
谯家铺村、韩家村、印山村、耳当溪村、堡上村、桂鲜村、猫阡坝村、瓦厂坝村、大木村、铅厂坝村、白石溪村、长征村、高田村、符家村、大土村、白沙村、后寨村、周家村、枫香垭村、小河村、兴隆村、水田坝村、汪家村和大湾村。

## 地理
地势面貌：
境内收坝坨河和白石溪的切割，山峦起伏，山脉连绵，最高海拔1346米，最低海拔320米，形成东部低中山沟谷侵蚀地貌、西部谯家低中山山原槽坝溶蚀地貌、北部汪家低山沟垅侵蚀地貌和东北部铅厂低中山槽谷沟垅溶蚀地貌。以溶蚀地貌为主，岩溶区面积117.86平方千米，非岩溶区面积45.57平方千米。
气候资源：
境内属中亚热带季风湿润气候。年均温13.9~16.4℃ ，1月日均温2.7~5.3℃，极端最低温-9.6~ -6.4℃，7月日均温24.3~26.8℃，极端最高温36.1~40.2℃，无霜期246~280天。年日照时数1300小时，年降水量1000毫米，是县内降水量最少的地区。海拔高，雾日多，气候冷凉，农作物以一年一熟为主。
土地资源：
土地总面积245148亩。有耕地99990亩，其中田22372亩、土77618亩；林地86792亩，其中有林地58766亩；园地1800亩；牧草地22906亩；水域915亩。土壤以黄壤为主。
矿产资源：
境内有煤、萤石、硫磺矿、铝钒土、高岭土、硫铁矿、冰洲石、钴锰矿等等。煤矿储量5600吨。是县内主要煤矿区。
交通、通讯、电力
谯家位于S304省道线上，主要有铅厂至耳当溪、铅厂至白石、小水田至任家寨、蛟岩桥至月门洞等乡村公路，在建的国道G211印江至沿河二级路穿境而过，项目的建成将作为沿河县区域间出境重要主通道，同时是全市旅游环线重要道路之一，将对沿河、印江等县地方经济发展起到积极促进作用.有21个村通公路，力争在“十三五”期间实现村村通水泥路；境内有2个邮政支局（所），开通了程控电话，移动信号全镇覆盖；农村电网全覆盖。